# Millas
Millas (katalanska: Millars) är en kommun i departementet Pyrénées-Orientales i regionen Occitanien i södra Frankrike. Kommunen ligger i kantonen Millas som tillhör arrondissementet Perpignan. År 2022 hade Millas 4 325 invånare.

## Befolkningsutveckling
Antalet invånare i kommunen Millas
| Referens: INSEE |